# Torre de las Encantadas (Saviñán)
La Torre de las Encantadas o Torreón de las Encantadas, es una edificación simple o torre de planta rectangular de época Cristiano Medieval, situada en una colina entre los municipios de Sabiñán y El Frasno (Calatayud).
| Municipio              | Sabiñán                       |
| Localidad              | Sabiñán                       |
| Provincia              | Zaragoza                      |
| Emplazameinto concreto | Colina                        |
| Nombre                 | Torre de las Encantadas       |
| Tipologia              | Torre                         |
| Época                  | Cristiano Medieval ss. XIV-XV |
| Sistema constructivo   | Tapial, Mampostería           |
| Planta                 | Rectangular                   |
| Estado                 | Ruina Progresiva              |
| Medidas                | 10,60 X 8,50 metros           |
| Titularidad            | Público                       |
| Información turística  | Visitable                     |

## Descripción
La Torre de las encantadas, es una edificación datada del siglo XIV o XV que perteneció al acaudalado Abben Xumanda. 
Es de sistema constructivo tapial y de mampostería mudéjar de planta rectangular de 10,60 por 8,50 metros. Carece de ventanas en la cara sur y su interior originalmente se organizaba en dos pisos con grandes cámaras cubiertas por Bóveda de cañón apuntado, reforzadas con la ayuda de unos arcos fajones de ladrillo, de las que lamentablemente únicamente se conserva la inferior. La escalera de acceso a su planta superior estaba empotrada en el muro oriental, y se iniciaba en una especie de vestíbulo al que se puede acceder desde la entrada principal, la cual tiene un característico arco apuntado. El motivo de su construcción lo más seguro es que fuese por función de vigilancia. Lamentablemente su estado actual es de ruina progresiva.

## Situación
La torre de las Encantadas se encuentra situada a una distancia de 3 Kilómetros de la localidad de Sabiñán (Calatayud), sobre un pequeño cerro entre los campos de Trasmón y Minoría, a mitad de camino entre El Frasno y Paracuellos de la Ribera. A esta se puede llegar desde Sabiñán dirección a El Frasno. Entre los km 5 y 4 de la carrera se puede ver un desvío donde a escasos metros antes de un desvío a la izquierda que, lleva a una ermita señalizada. El camino va ganando altura tras unos 600 metros en las zonas próximas a la torre, a la cual se podrá acceder a pie subiendo unos 100 metros andando cuesta arriba.

## Leyenda
Nos cuenta la leyenda, que esta fortaleza era la residencia de un poderoso moro en tiempos de la reconquista. El moro era padre de tres hijas y debido a su grandísima belleza, él no estaba dispuesto a que nadie se las llevase de su lado. 
Un día tres caballeros cristianos se enamoraron ciegamente de las muchachas, no bastó más que un mero vistazo a través de los ventanales de los que ellas asomaban para ser correspondidos. El amor de las jóvenes era puro y fuerte y los caballeros se las ingeniaron para poder ir a visitarlas los días en los que el moro se ausentaba de la casa para organizar las haciendas y poner en regla sus empresas.
Durante algún tiempo según parece, las parejas fueron felices con este engaño, pero de pronto el moro, como no podía ser de otra forma se enteró de la traición. Una noche fingió macharse de la casa y con varios de sus mejores amigos guerreros se agazaparon en un pequeño promontorio detrás de la torre y aguardaron la llegada de los caballeros.
Cuando estos se presentaron, fieles a su cita con el amor, los sorprendieron y allí mismo los decapitaron a los 3. Corrió la roja sangre desde el mismo portón de la casa hasta la fuente que serpeaba más abajo. Tal fue el dolor por la pérdida de los amados que esa misma noche, la noche del 23-24 de junio las jóvenes se arrojaron por la ventana muriendo las 3 en el mismo lugar que sus amados minutos atrás.
Desde entonces y hasta hoy se dice que todas las noches de San Juan, una de las noches mágicas donde las haya habido, 3 palomas blancas como la nieve salen volando del interior de la torre hasta la fuente y desplegando sus alas se pierden en el eterno cielo estrellado.